# Tufara
Tufara är en ort och kommun i provinsen Campobasso i regionen Molise i Italien. Kommunen hade 857 invånare (2018).